# Håkafot
Håkafot (Sydsamiska: Håagkat) är en by i Frostvikens socken, Strömsunds kommun, ca 20 km söder om Gäddede. Byn är belägen vid sjön Hetögeln, som tillhör vattensystemet Ströms vattudal. 